# Дивінтендант
Дивінтендант (скор. від дивізійний інтендант) — військове звання вищого начальницького складу інтендантської служби збройних сил Радянського Союзу з 1935 до 1940. Вище за рангом ніж бригінтендант, але нижче за корінтенданта. Дорівнювало військовому званню комдив.
Військовому званню дивінтенданта відповідав ряд інших військових звань  — флагман 2-го рангу,  інженер-флагман 2-го рангу ,  дивінженер, дивізійний комісар, диввоєнюріст, дивврач, дивветврач. Званню дивізійного інтенданта, також відповідало спеціальне звання Старшого майора держбезпеки.

## Історія
У 1935 році з введенням персональних звань вищого командного складу були введені також спеціальні звання для військово-господарського складу.
7 травня 1940 року Указом Президії Верховного ради СРСР від «Про встановлення військових звань вищого командного складу Червоної Армії», вводилися генеральські звання. Серед іншого генеральські звання після переатестації отримав військово-інтендантський склад, отримавши нові звання з додаванням «інтендантської служби».

## Знаки розрізнення
Згідно з главою 4 наказу про введення персональних військових звань, дивінтендант отримав знаки розрізнення по два ромби на кожну петлицю (як у звання командного складу «комдив»).
У дивінтенданта, як і у іншого начальницького складу військово-господарського та адміністративного складів, знаки розрізнення чули червоного кольору, які розміщувалися на петлицях темно-зеленого кольору з червоною окантовкою.
Начальницький склад РСЧА на відміну від командного складу не мали на рукавах кольорових чи галунних кутків.
Згідно з тією ж главою наказу про введення персональних військових звань, командний та начальницький склад ВМС отримали знаки розрізнення у вигляді комбінації галунних стрічок різного розміру.  Командний склад, військово-політичний та військово-технічний склад мали стрічки жовтого (золотого) кольору, інший начальницький склад білого (срібного) кольору. Колір між стрічками командний склад мав кольору мундиру, начальницький склад кольору служби. Дивінтендант (як у звання командного складу «флагман 2-го рангу») мав дві стрічки на рукаві (одна широка та одна середня), але на відміну від флагмана ІІ рангу, стрічки див інтенданта були сріблясті чи білі.

## Носії
- Берзін Едуард Петрович (1937-1938)- один з організаторів і керівників системи ГУЛАГ, перший директор державного тресту «Дальстрой».
- Плінер Ізраїль Ізраїльович (1936-1939) - начальник ГУТАБ НКВС (1937—1938).
- Петерсон Рудольф Августович (1935-1937) - комендант Кремля (1920-1935).
- Іванов Борис Миколайович (1935-1938) – співробітник ГУПВО НКВС. Начальник Калузького ВТТ (1936), начальник будівельного відділу НКВС на Далекому Сході (1937).
- Плінер Ізраїль Ізраїльович (1936-1939) - начальник ГУТАБ НКВС (1937—1938).
- Курков П.І. (-1937)
- Язиков Семен Павлович (1939-1940) - заступник начальника Управління постачання РСВМФ. У 1940 році отримав звання генерал-майор інтендантської служби.
- Дзиза Георгій Антонович (1935-1938) - помічник командувача військами Особливої Червонопрапорної Далекосхідної армії з матеріального забезпечення

## Співвідношення
| Рід військ                                         | Відповідне звання / посада |
| Командний склад                                    | Командний склад |
| -------------------------------------------------- | --- |
| РСЧА                                               | Комдив |
| Військово-морський флот                            | Флагман 2-го рангу |
| Народний комісаріат внутрішніх справ               | Старший майор державної безпеки , введене постановою ЦВК та РНК СРСР від 7 жовтня 1935 року (військовослужбовці прикордонних та внутрішніх військ НКВС мали військові звання, які вживалися в РСЧА) Старший майор міліції |
| Начальницький склад                                | |
| інженерно-технічний склад сухопутні війська та ВПС | Дивінженер |
| ВМФ                                                | Інженер-флагман 2-го рангу |
| військово-політичний склад усіх родів військ       | Дивізійний комісар |
| військово-юридичній склад усіх родів військ        | Диввоєнюрист |
| військово-медичний склад усіх родів військ         | Дивврач |
| військово-ветеринарний склад усіх родів військ     | Дивветврач |